# Repräsentantenhaus von Wyoming

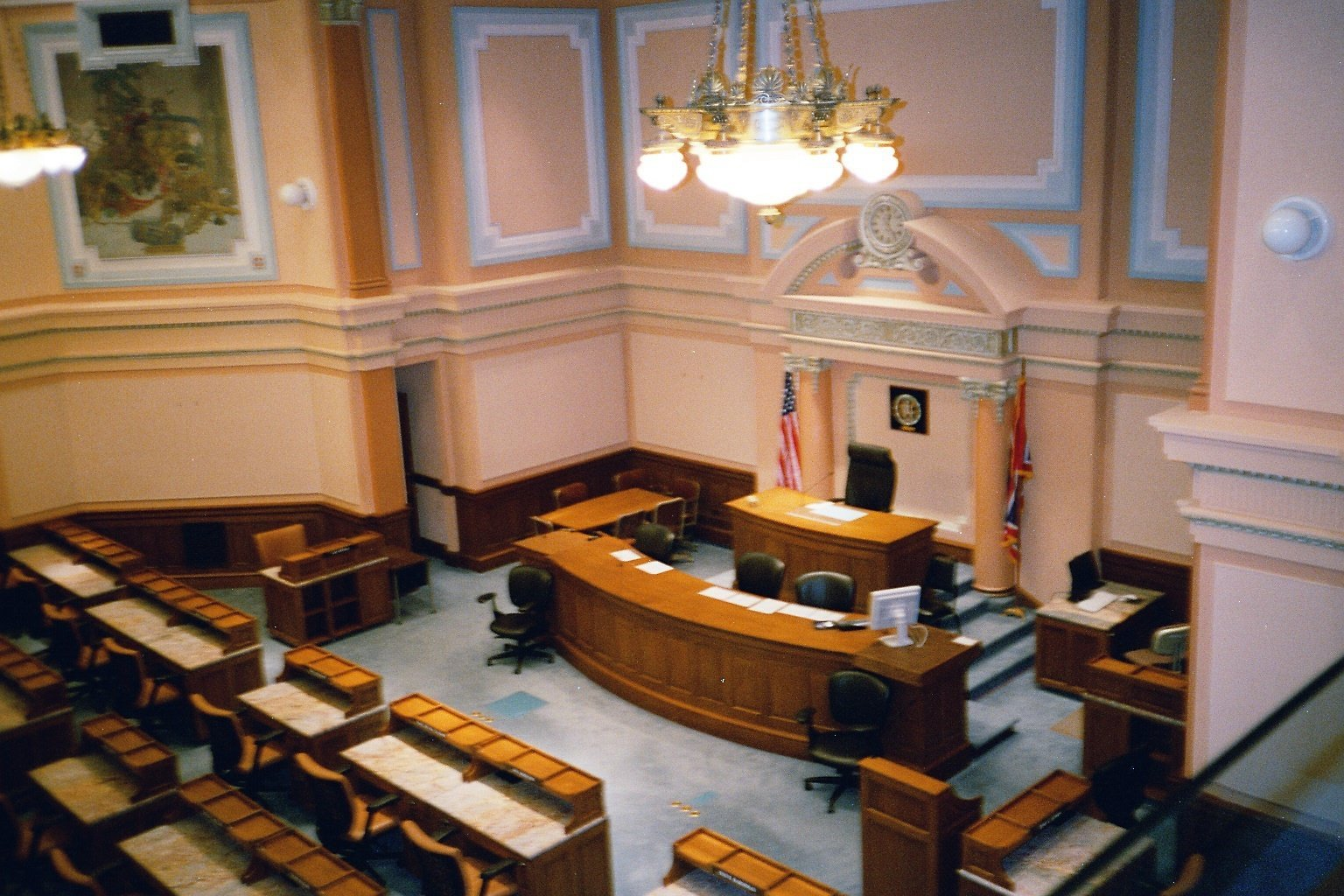
Sitzungssaal des Repräsentantenhauses von Wyoming

Das Repräsentantenhaus von Wyoming (englisch Wyoming House of Representatives) ist das Unterhaus der Wyoming Legislature, der Legislative des US-Bundesstaates Wyoming.
Die Parlamentskammer setzt sich aus 60 Abgeordneten zusammen, die jeweils einen Wahldistrikt repräsentieren. Jede dieser festgelegten Einheiten umfasst eine Zahl von durchschnittlich 9.000 Einwohnern. Die Abgeordneten werden jeweils für zweijährige Amtszeiten gewählt; eine Beschränkung der Amtszeiten existiert derzeit nicht.
Nachdem sich im Jahr 1992 77 Prozent der Wähler im Rahmen einer direktdemokratischen Volksabstimmung zunächst für eine Limitierung der Amtszeiten ausgesprochen hatten, wurden derartige Amtszeitbeschränkungen im Jahr 2004 durch das Wyoming Supreme Court für verfassungswidrig erklärt, wodurch die über zwei Jahrzehnte geltende Beschränkung der Amtszeit von Abgeordneten auf maximal sechs Amtsperioden (zwölf Jahre) nichtig wurde.
Der Sitzungssaal des Repräsentantenhauses befindet sich gemeinsam mit dem Staatssenat im Wyoming State Capitol in der Hauptstadt Cheyenne.

## Zusammensetzung nach der Wahl im Jahr 2022
| Partei | Partei                 | Abgeordnete |
| ------ | ---------------------- | ----------- |
|        | Republikanische Partei | 57          |
|        | Demokratische Partei   | 5           |
| Summe  | Summe                  | 62          |

### Wichtige Mitglieder
| Position                            | Name           | Partei       |
| ----------------------------------- | -------------- | ------------ |
| Speaker                             | Albert Sommers | Republikaner |
| Speaker pro tempore                 | Clark Stith    | Republikaner |
| Mehrheitsführer (Majority Leader)   | Chip Neiman    | Republikaner |
| Oppositionsführer (Minority Leader) | Mike Yin       | Demokratin   |

## Ehemalige Mitglieder
Als Speaker des Repräsentantenhauses fungierten in der Vergangenheit unter anderem:
- Herman F. Krueger (1937–1939)
- Frank Mockler (1951)
- Edness Kimball Wilkins (1966–1967)
- Verda James (1969–1970)
- Nels J. Smith (1977–1979)
- Bill McIlvain (1989–1991)
- Rory Cross (1991–1993)
- Eli Bebout (1999–2001)
- Roy Cohee (2007–2009)
- Colin M. Simpson (2009–2011)
- Edward Buchanan (2011–2013)
- Tom Lubnau (2013–2015)
- Kermit Brown (2015–2017)
- Steve Harshman (2017–2021)
- Eric Barlow (2021–2023)